# Ottavia Piccolo

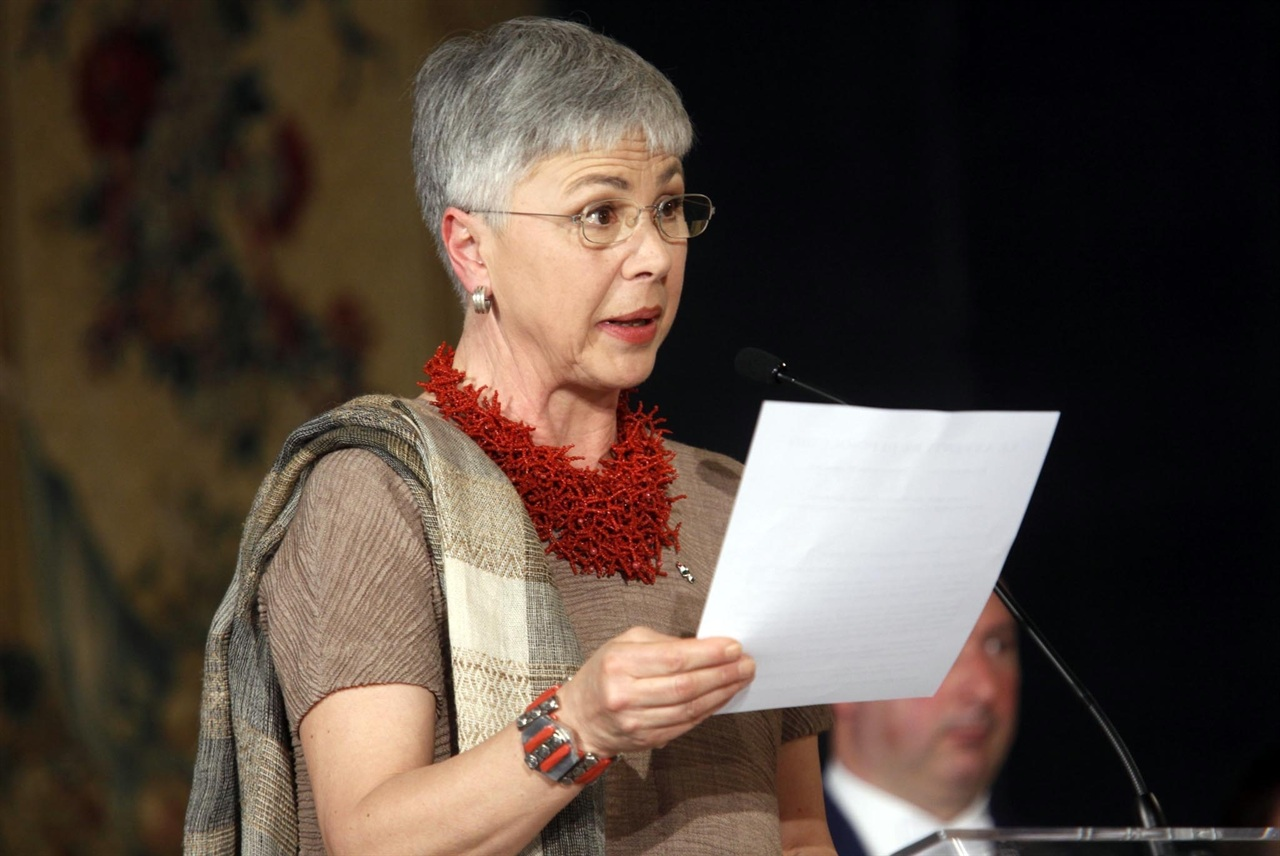
Ottavia Piccolo el 2011

Ottavia Piccolo (Bozen, Itàlia, 9 d'octubre de 1949) és una actriu italiana, que ocasionalment treballa en el camp del doblatge.

## Biografia
Nascuda a Bozen el 1949, comença molt jove a trepitjar l'escenari: amb 10 anys és Helen, la protagonista d'El miracle d'Anna Sullivan de William Gibson dirigida per Luigi Squarzina. Aprofundiex la seva formació artística a la televisió en Les nits blanques treta d'una novel·la de Dostoevskij. També l'inici cinematogràfic és important: serà una de les filles del Príncep de Salina en El Gattopardo de Luchino Visconti (1963).
El 1964 coneix Giorgio Strehler, que la dirigeix en Le baruffe chiozzotte i més tard en el Rei Lear de Shakespeare. Altres mestres seus seran pel teatre Luca Ronconi i pel cinema Mauro Bolognini (Madamigella de Maupin). En Metello d'aquest darrer, treta del llibre de Vasco Pratolini, la seva actuació va merèixer el  Premi a la interpretació femenina al Festival de Cannes 1970, el Nastro d'Argent a la millor actriu protagonista, un David Especial als David de Donatello 1970 i un Globus d'or a la millor actriu revelació.
Aquest èxit farà que l'actriu sigui «adoptada» pel cinema francès: serà dirigida, entre d'altres, per Claude Sautet i Pierre Granier-Deferre (L'evaso). El 1968 interpreta el rol de la protagonista femenina en Serafino de Pietro Germi, al costat d'Adriano Celentano. L'any següent interpreta un paper secundari en la comèdia Una sobre 13, amb Vittorio Gassman, Sharon Tate, Orson Welles i Vittorio de Sica.
El 1970 grava un 45 revolucions amb Rodolfo Baldini, amb qui està en aquell període (després d'un idil·li amb Massimo Ranieri).
A partir de la meitat dels anys setanta es concentrarà sobretot en el teatre de Shakespeare, Pirandello, Alfieri i Hofmannsthal; però serà més coneguda pel gran públic per l'aparició en televisió, sobretot trets de textos classics de la literatura mundial: entre ells, El molí del Po i La consciència de Zeno amb direcció de Sandro Bolchi, i La Certosa de Parma, amb direcció de Bolognini.
El 1987 torna al cinema amb La família d'Ettore Scola (premi Nastro d'Argento) i amb Da grande de Franco Amurri, al costat d'Alessandro Haber i Renato Pozzetto.
Els anys noranta és activa en televisió ja sigui a Itàlia, on trobarà un gran èxit amb Chiara e gli altri, telefilm en antena entre 1989 i 1991, ja sigui a França. No deixarà però el teatre: serà, per exemple, Frosina en L'avar de Molière al costat de Paolo Villaggio.
El 1999, en el Festival de Cividale del Friuli, Mittelfest, en col·laboració amb l'Associació Soroptimist, institueix el Premi Adelaide Ristori, i ella en guanya la primera edició.
El 2004 interpreta el paper d'un analista en Tu la conosci Claudia?  amb Aldo, Giovanni i Giacomo.
El 2014 ha estat nomenada membre del cos docent de la Universitat Ca' Foscari del rector Carlo Carraro a Venècia.
Ottavia PIccolo també ha treballat de tant en tant com a dobladora: ha posat la veu, per exemple, a Carrie Fisher en el paper de Leia Organa en la pel·lícula de La guerra de les galàxies.
Està casada des de 1974 amb el periodista Claudio Rossoni amb qui ha tingut un fill, Nicola.

## Filmografia

### Cinema

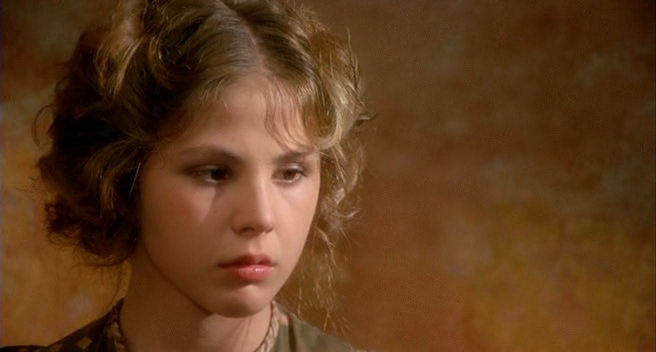
Ottavia Piccolo en una escena de Bubù (1971)

- Il gattopardo, dirigida per Luchino Visconti (1963)
- Madamigella de Maupin, dirigida per Mauro Bolognini (1965)
- Faustina, dirigida per Luigi Magni (1968)
- Serafino, dirigida per Pietro Germi (1968)
- Una sobre 13, dirigida per Nicolas Gessner (1969)
- Metello, dirigida per Mauro Bolognini (1970)
- Bubù, dirigida per Mauro Bolognini (1971)
- Un'anguilla da 300 milioni, dirigida per Salvador Samperi (1971)
- Solo andata, dirigida per José Giovanni (1971)
- L'evaso, dirigida per Pierre Granier-Deferre (1971)
- Trastevere, dirigida per Fausto Tozzi (1971)
- La cosa buffa, dirigida per Aldo Lado (1972)
- Uccidere in silenzio, dirigida per Giuseppe Rolando (1972)
- Colinot l'alzasottane, dirigida per Nina Companeez (1973)
- Antonie et Sebastien, dirigida per Jean-Marie Perier (1974)
- El Zorro, dirigida per Duccio Tessari (1975)
- Mado, dirigida per Claude Sautet (1976)
- La familia, dirigida per Ettore Scola (1987)
- Da grande, dirigida per Franco Amurri (1987)
- Sposi, dirigida per Antonio Avati, Pupi Avati, Cesare Bastelli, Felice Farina i Luciano Manuzzi (1988)
- Nel giardino delle rose, dirigida per Luciano Martino (1990)
- Condominio, dirigida per Felice Farina (1991)
- Barocco, dirigida per Claudio Sestieri (1991)
- Angeli a Sud, dirigida per Massimo Scaglione (1992)
- Il lungo silenzio, dirigida per Margarethe von Trotta (1993)
- Bidoni, dirigida per Felice Farina (1995)
- Marciando nel buio, dirigida per Massimo Spano (1996)
- Tu la conosci Claudia?, dirigida per Massimo Venier (2004)
- 7 minuti, dirigida per Michele Placido (2016)

### Televisió
- Le notti bianche (1962) - sèrie TV
- Il mulino del Po  - TV (Rai Uno, 1963)
- La Roma di Moravia - pel·lícula TV (1967)
- Felicita Colombo - pel·lícula TV (1968)
- Il triangolo rosso - sèrie TV, episodi Gli amici (Rai 2, 1969)
- La vita di Leonardo da Vinci - minisèrie TV (Rai Uno, 1971)
- Orlando Furioso - minisèrie TV (Rai Uno, 1974)
- La biondina - pel·lícula TV (Rai 2, 1982)
- De bien étranges affaires - sèrie TV, episodi L'Ami étranger (1982)
- La Certosa de Parma - minisèrie TV (Rai Uno, 1982)
- L'Ami étranger - pel·lícula TV (1982)
- Le Paria - pel·lícula TV (1985)
- Casa di bambola, dirigida per Gianni Serra - pel·lícula TV (Rai 2, 1986)
- Mino - Il piccolo alpino - minisèrie TV (Rai Uno, 1986)
- La coscienza di Zeno - minisèrie TV (Rai 2, 1988)
- Chiara e gli altri - sèries TV (Itàlia 1, 1989-1991)
- ...Se non avessi l'amore - pel·lícula TV (Rai Uno, 1991)
- Le ciel pour témoin - pel·lícula TV (1993)
- La colline aux mille enfants - pel·lícula TV (1994)
- Il prezzo della vita  - pel·lícula TV (Rai 2, 1995)
- Servo d'amore - pel·lícula TV (Rai 2, 1995)
- Donna - sèrie TV (Rai Uno, 1996)
- Deux mamans pour Noël - pel·lícula TV (1998)
- Cuccioli - minisèrie TV (Rai Uno, 2002)
- Per amore - minisèrie TV (Canal 5, 2002)
- La moglie cinese - minisèrie TV (Rai Uno, 2006)
- Questa è la mia terra - minisèrie TV (Canal 5, 2006)
- Una sera d'ottobre - pel·lícula TV (Rai Uno, 2009)
- Una buona stagione - minisèrie TV (Rai Uno, 2014)

## Altres activitats
- El 1980 ha dirigit el programa Visto da..., ideat per Enzo Marchetti i Stefano Jurgens, i transmès per la Rai 3.[5]
- Entre el 1982 i el 1983 ha portat juntament amb Cristiano Minellono la transmissió radiofonica Musica, musica, musica parole di..., transmesa per Radio 1.
- El 1996, en ocasió del Festival de Cinema de Giffoni, ha presentat juntament amb Maximo Wertmüller La notte delle bugie.[6]
- En l'emissió televisiva d'Orlando Furioso, transmesa el 1975, la veu de Ottavia Piccolo va ser doblada a causa d'un imprevist: l'actriu va oblidar, en un alberg en el sud de França on estava rodant una pel·lícula, el seu passaport i, quan va arribar a París, la van obligar a renunciar al vol i a la feina de doblatge per l'adaptació televisiva.[7]
- El 1979 va ser candidata a les Eleccions polítiques en les llistes del PSI a Milà, però va obtenir solament 1.923 vots i no va sortir elegida.[8]

## Premis

### David di Donatello
- 1970 - David especial per Metello
- 1995 - Nominada al David di Donatello a la millor actriu no protagonista per Bidoni

### Nastro d'argento
- 1971 - Millor actriu protagonista per Metello
- 1987 - Millor actriu no protagonista per la família

### Globus d'or
- 1970 - Millor actriu revelació per Metello

### Festival de Canes
- 1970 - Premi d'interpretació femenina per Metello